# Капеллер, Йозеф Антон
Йозеф Антон Капеллер (нем. Joseph Anton Kapeller) — австрийский живописец-миниатюрист и гравёр. Его следует отличать от Жана-Жозефа Капеллера, французского живописца-пейзажиста и мариниста.
Сын художника, Йозеф Антон Капеллер рано потерял отца. С 1775 по 1781 год учился в Имсте (Тироль, Австрия) у живописца-миниатюриста Иоганна Георга Витвера (Johann Georg Witwer) и у Франца Антона Цайлера (Franz Anton Zeiller) в Ройтте. В 1782 году Капеллер был зачислен в Венскую академию изобразительных искусств, а в 1787 году ему была присуждена первая премия. В 1787—1794 годах он отправился в Польшу ко двору князя Яблоновского в Варшаве. Йозеф Антон Капеллер выполнил литографии серии из восьми изображений тирольских народных костюмов. Известны также его зарисовки и акварели народных костюмов и сцен крестьянского быта.
Художник скончался в 1806 году в Эйнёде близ Граца (Австрия).